# 乔凡尼·巴蒂斯塔·马蒂尼
喬凡尼·巴蒂斯塔·馬蒂尼（義大利語：Giovanni Battista Martini，1706年4月24日—1784年8月4日），義大利音樂家，出生於意大利博洛尼亚。

## 生平歷略
喬凡尼·巴蒂斯塔·馬蒂尼的父親安東尼奧·瑪里亞·馬蒂尼是一位提琴手，安東尼奧对他进行了音樂的組成元素以及小提琴的演奏的启蒙；此後，他又向普拉迭里（Pradieri）神父學習聲樂及演奏古大鍵琴，在音樂對位法上師事安東尼奧·里切里。此外还在圣菲利波·内里（San Filippo Neri）祈禱室，與父親學習古典音樂。後進入位於拉戈的聖方濟修道院，在1722年9月11日接受成為一名修士。

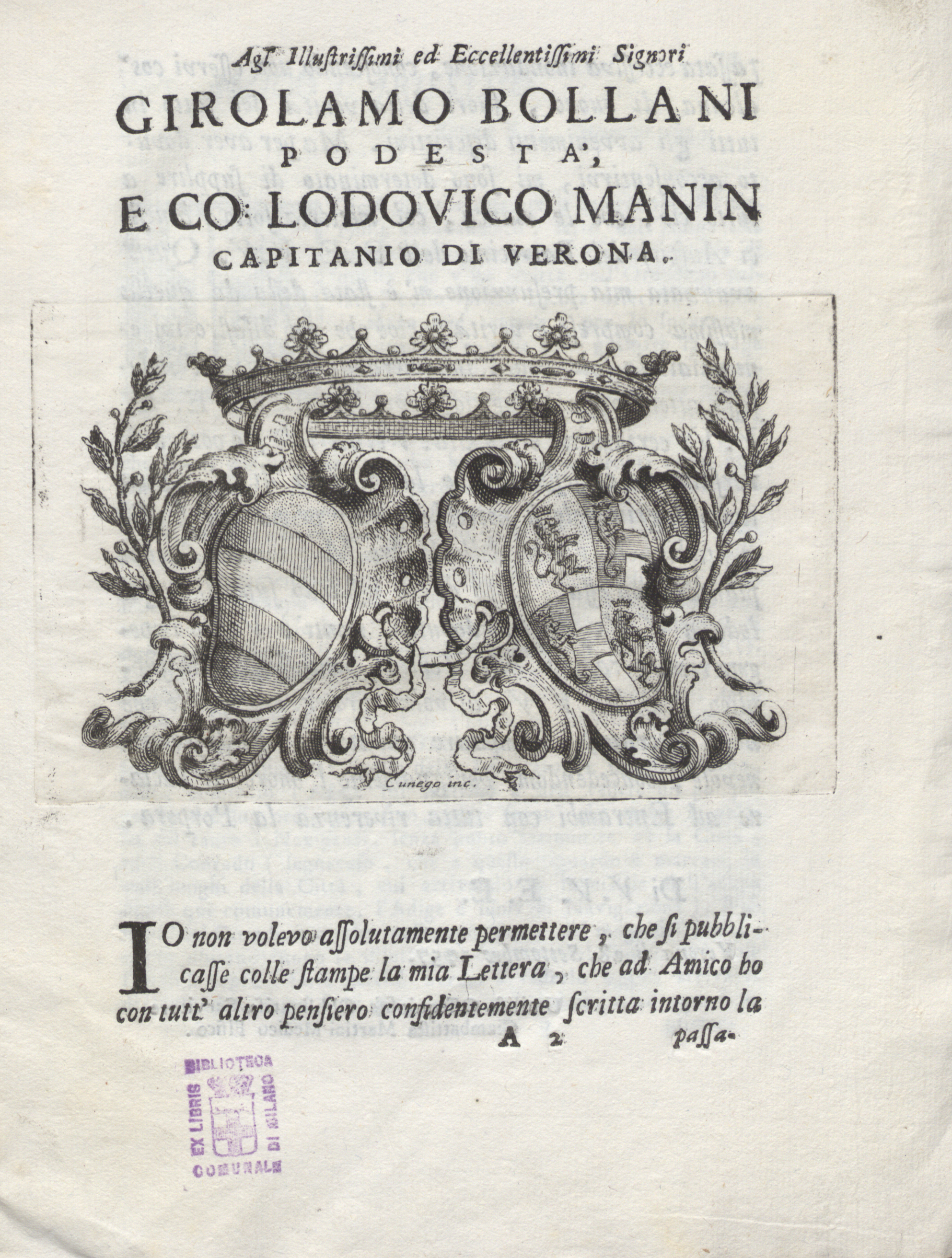
Lettera famigliare intorno l'inondazione di Verona (1757)

1725年，僅僅19歲的馬蒂尼接下博洛尼亚聖方濟教堂的小禮拜堂院長一職，在此時他的作曲作品受到了旁人的注意。由業餘與職業級音樂家朋友的邀請，他主持一所以教授作曲為主的音樂院，訓練無數著名的音樂家；作為一位教師，他在教学中以一貫的態度，毫不掩饰其對於傳統古羅馬時期學院风格的特別偏好。
馬蒂尼是一位熱心而積極的樂譜收藏家，並且著迷於大量的樂曲作品，据Burney估計其收藏量約有17,000冊；在過世後，其中一部份作品收藏在維也納皇家圖書館，剩下的仍收藏在博洛尼亚的Liceo Rossini。

## 評價
許多与他同时代的音樂家皆讚許馬蒂尼，雷歐波得·莫札特（莫扎特之父親）曾说馬蒂尼是影響莫扎特的音樂家之一；然而，阿布特·沃格勒（Abt Vogler）却對这些赞扬之声持保留態度，他批评馬蒂尼的作品中的哲学原理和弗兰切斯科·瓦洛蒂（Francesco Vallotti）的颇有雷同之处。

## 作品

### 專書
- 《音樂史》（Storia della Musica），1757年出版